# آدولف ثوئر
آدولف ثوئر (۲۰ سپتامبر ۱۹۲۰ در اوپاوا – ۲۳ آوریل ۱۹۴۷ در اوپاوا) افسر آلمان نازی با رتبه اس‌اس-اونترشارفورر بود که در اردوگاه کار اجباری آشویتس کار می‌کرد. وی پس از جنگ به عنوان جنایتکار جنگی اعدام شد.

## زندگی
وی که پیشتر در صنعت آجرسازی کار می‌کرد، هنگامی پیشه خود در اس‌اس را آغاز کرد که در سال ۱۹۴۰ با درجه اس‌اس-روتن‌فورر به آشویتس فرستاده شد. در ۱ اوت ۱۹۴۱ او به اس‌اس-اونترشارفورر ارتقا یافت. او همچنین عضوی از گروه ضدعفونی بود که تشکیل شده از پزشکان اس‌اسی بود که در کشتار جمعی با گاز زندانیان نقش داشتند. یکی از مسئولیت‌های ثوئر وارد کردن سیکلون ب به اتاق گاز بود؛ وظیفه‌ای که توسط سایر نیروهای اس‌اس همچون اس‌اس-اونترشارفورر هانس کخ و اس‌اس-اوبرشارفورر یوزف کلر نیز انجام می‌شد. در جریان دادگاه آشویتس در فرانکفورت، کلر، رئیس گروه ضدعفونی، شهادت داد که ثوئر به او توضیح داده‌است که در صورت گرفتن دستور از پزشک اس‌اس، قرص‌های گاز را وارد اتاق می‌کرده‌است.
اس‌اس-اونترشارفورر اوسوالد کادوک رویدادی را به یاد می‌آورد که در طی آن ثوئر از انداختن قرص‌های گاز به درون اتاق ابا داشت. کادوک می‌گوید:
... من حتی دیده‌ام که مردان اس‌اسی که قرار بود در عملیات کشتار با گاز مشارکت داشته باشند، گریه می‌کردند. دکتر منگله، پزشک وقت، به آنها گفت: «شما باید این کار را انجام دهید». … من می‌توانم ثوئر را به خوبی به یاد بیاورم. او هموطن من بود، مرد جوانی بود. و او [منگله] گفت: «شما باید این کار را انجام دهید.» وی [ثوئر] این کار را با اشک در چشمانش انجام داد. او [قرص های گاز را]  وارد [دریچه هوا در بالای اتاق]  کرد و بلافاصله دریچه را بست. من آنجا بودم.— اوسوالد کادوک "Auschwitz, Stimmen."
ثوئر تا تخلیه اردوگاه در ژانویه ۱۹۴۵ در آنجا ماند، سپس به اردوگاه کار اجباری اوردورف، که از اردوگاه‌های جانبی اردوگاه کار اجباری بوخن‌والد بود، منتقل شد.
اگرچه ثوئر زندانیان را شکنجه نمی‌کرد، اما به هر روی در اردوگاه به عنوان جلاد شناخته می‌شد. پس از جنگ او به همراه سوفی هانل دیدبان اس‌اس در پراگ دادگاهی شد. هر دو به اعدام محکوم شدند. ثوئر در ۲۳ آوریل ۱۹۴۷ در اوپاوا (چکسلواکی) به دار آویخته شد.